# أخبار العالم (ألبوم)

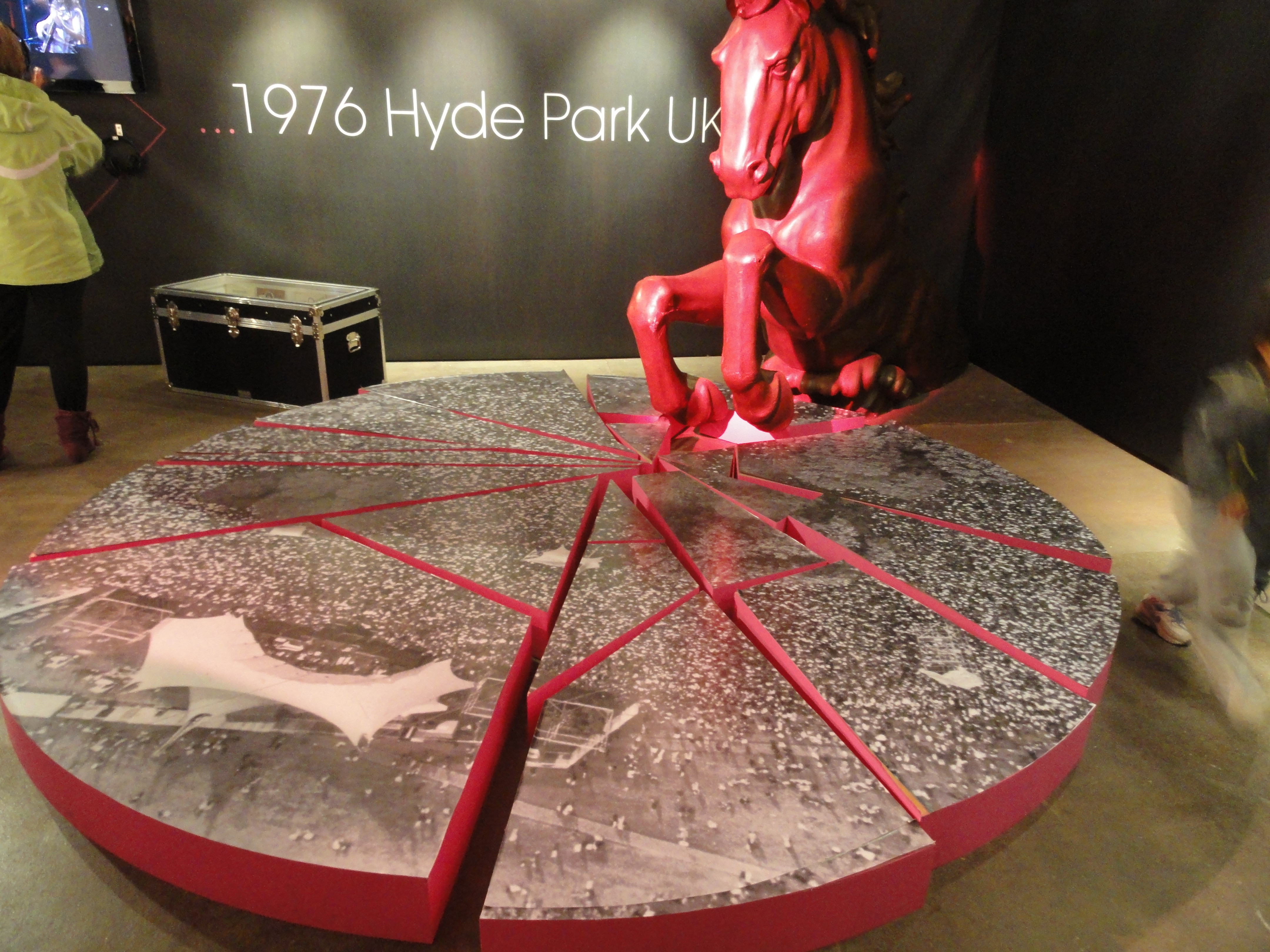
إحياء ذكرى حفل هايد بارك المجاني عام 1976

أخبار العالم هو الألبوم السادس لفرقة الروك الإنجليزية كوين أطلق عام 1977. وحقق الألبوم نجاحا كبيرا وباهرا لفرقة الروك الإنجليزية، حيث يرجع الفضل في ذلك لأغنيتين منفردتين هما أغنية سنجعلك ترقص ونحن الأبطال. إذ وصف بأنه «الألبوم الأخير للفترة الكلاسيكية» للمجموعة. حقق الألبوم عدة شهادات عالية في جميع أنحاء العالم منها: أربع مرات شهادة البلاتين في الولايات المتحدة ومرتين شهادة البلاتين في المملكة المتحدة ودول أخرى.

## روابط خارجية
- أخبار العالم على موقع أول موفي (الإنجليزية)